# The Wind Chimes
The Wind Chimes – album wideo muzyka Mike’a Oldfielda wydany w 1988 roku na VHS oraz laserdiscu. W 2004 wydany został jako dodatek na DVD Elements. The Wind Chimes zawiera teledyski do wszystkich utworów z albumu Islands oraz pięć innych piosenek.

## Spis utworów
1. „The Wind Chimes (Parts one & two)”
2. „North Point"
3. „Islands”
4. „The Time Has Come”
5. „Flying Start”
6. „Magic Touch”
7. „Five Miles Out”
8. „Moonlight Shadow”
9. „Shine”
10. „Shadow on the Wall”
11. „Pictures in the Dark”